# Kristina Pravdina
Kristina Pravdina (en russe : Кристина Правдина) est une gymnaste russe, née le 28 décembre 1990 à Voronej. 

## Palmarès

### Championnats du monde
- Aarhus 2006
  -  médaille de bronze par équipes
  - 24e au concours général individuel

- Stuttgart 2007
  - 8e au concours général par équipes

### Championnats d'Europe
- Amsterdam 2007
  - 7e au concours général individuel
  - 6e à la poutre